# 찰스 매리언 러셀

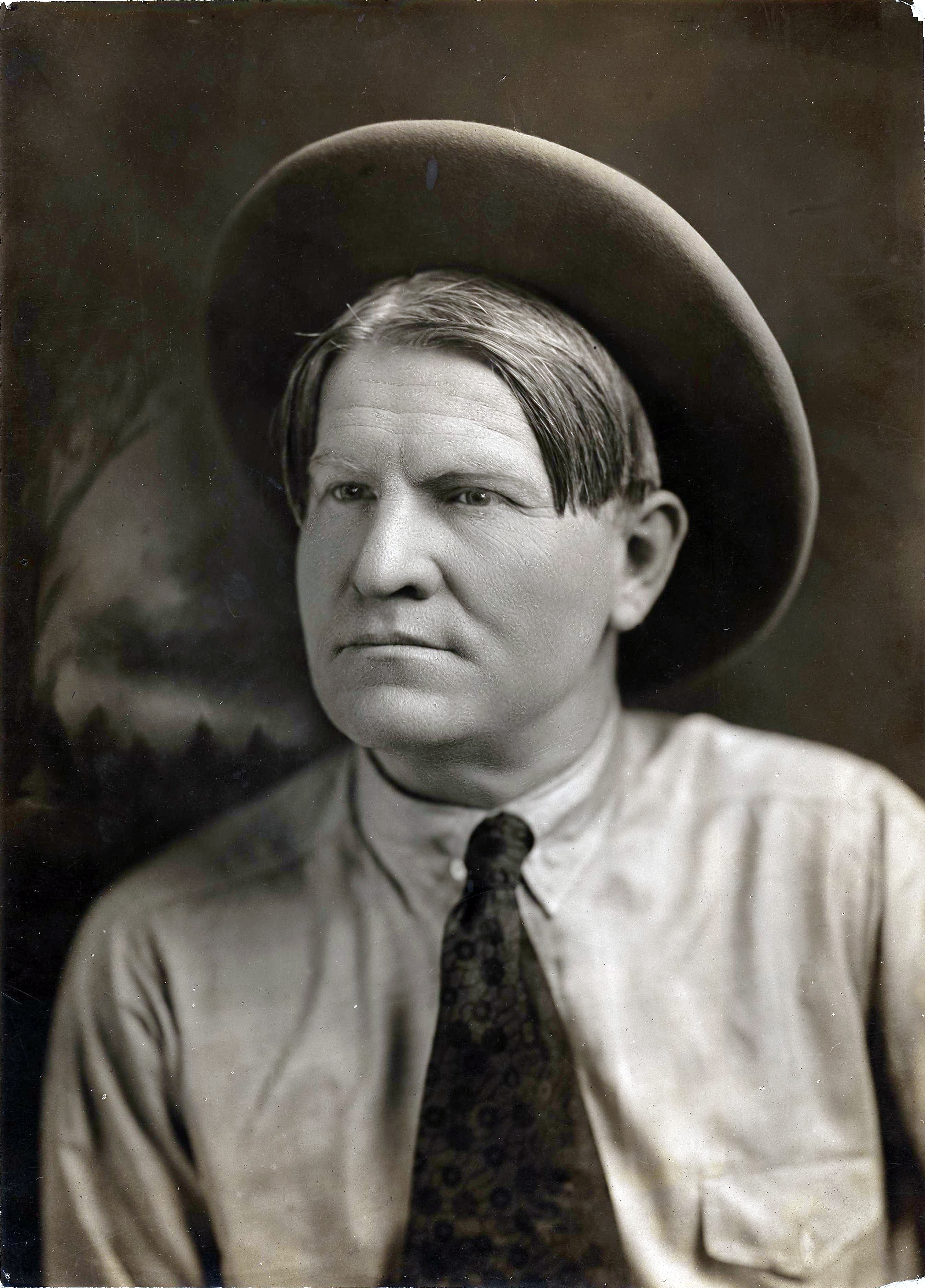
1907년 모습

찰스 매리언 러셀(Charles Marion Russell, 1864년 3월 19일 ~ 1926년 10월 24일)은 C. M. 러셀, 찰리 러셀, "키드" 러셀로도 알려진 미국 서부 시대의 미국 예술가였다. 그는 청동 조각품 외에도 카우보이, 아메리카 원주민, 미국 서부와 캐나다 앨버타주를 배경으로 한 풍경화를 2,000점 이상 그렸다. 그는 "카우보이 예술가"로 알려졌으며, 이야기꾼이자 작가이기도 했다. 그는 서부 아메리카 원주민의 옹호자가 되어 땅이 없는 치페와족(Chippewa)가 그들을 위해 몬태나에 보호구역을 마련하려는 입찰을 지지했다. 1916년에 의회는 록키 보이 보호구역(Rocky Boy Reservation)을 창설하는 법안을 통과시켰다.
몬태나주 그레이트폴스 (몬태나주)에 있는 C. M. 러셀 박물관 단지에는 2,000점 이상의 러셀 예술품, 개인 물품, 유물이 소장되어 있다. 다른 주요 컬렉션은 몬태나 주 헬레나에 있는 몬태나 역사 협회, 와이오밍주 코디 (와이오밍주)에 있는 서부 버팔로 빌 센터, 텍사스 포트워스에 있는 아몬 카터 미국 미술 박물관, 포트워스에 있는 시드 리처드슨 박물관에서 개최된다. 그의 1912년 벽화인 로스 홀에서 인디언을 만나는 루이스와 클라크는 헬레나에 있는 몬타나 주 의사당의 하원 회의실에 걸려 있으며, 그의 1918년 그림 "Piegans"는 2005년 경매에서 560만 달러에 팔렸다. 1955년에 그는 오클라호마 주 오클라호마시티에 있는 국립 카우보이 및 서부 문화유산 박물관의 위대한 서부인 홀에 입회했다.

## 같이 보기
- 오리엔탈리즘